# Persea sessilis
Persea sessilis  es una especie de plantas de la familia Lauraceae. Es un árbol endémico de Guatemala que fue únicamente registrado en las laderas de la Sierra de las Minas en los departamentos de Zacapa y El Progreso, y que crece entre los 1800 y los 3000 m s. n. m. (metros sobre el nivel del mar). Crece en bosque alto, y puede alcanzar una altura de 20 m (metros).